# 夢幻騎士系列
夢幻騎士系列是一系列的戰略角色扮演遊戲，其故事背景設定在一個被上古惡魔侵佔的世界中。此系列作品是由Career Soft所開發，並由ATLUS發行於日本。《夢幻騎士II》與《夢幻騎士III》在北美市場是由Working Designs合集的方式所發行，該合集被命名為《Growlanser: Generations》。而《夢幻騎士V》是由Atlus美國分公司所發行。
夢幻騎士系列每一部作品的人物設定皆由漆原智志負責。

## 系列作品
夢幻騎士（Growlanser）グローランサー
本系列的第一部作品。由《Langrisser》的原製作團隊「Career Soft」在脫離「	Masaya」之後所開發的PlayStation遊戲，並由ATLUS發行。此作品在2009年由已併入ATLUS的原製作團隊開發PSP移植版，2009年5月14日由ATLUS在日本發行。PSP移植版新增了部份新角色與新內容。
夢幻騎士II（Growlanser II: The Sense of Justice）グローランサーII
發行於PlayStation 2的系列第二作。此作的故事設定發生於第一部故事進展到一半的平行時間上，在同一時間、不同地點與人物的故事。第一部作品的角色在此作也有登場。
夢幻騎士III（Growlanser III: The Dual Darkness）グローランサーIII
此作的故事設定發生在第一部作品的一千年前，被稱為「死之世界」的世界中。
夢幻騎士IV（Growlanser IV: Wayfarer of Time）グローランサーIV
夢幻騎士V（Growlanser: Heritage of War）グローランサーV Genelations
夢幻騎士VI（Growlanser VI: Precarious World）グローランサーVI Precarious World

## 動畫

夢幻騎士IV 時之旅人

【OVA】 夢幻騎士IV 時之旅人（Growlanser IV: Wayfarer of Time）グローランサーIV ~Wayfarer of the time~
此動畫OVA為全一集附屬在《夢幻騎士IV》裡的短篇故事集。內容共收錄了三篇以視覺小說方式來呈現的短篇故事。
主要登場人物
- 芙蘭（Frane）フレーネ 配音：牧島有希
- 黛安娜 希爾內歐（Dianna Silvernale）ディアーナ・シルヴァネール 配音：園崎未惠

## 外部連結
- Atlus（日本）官方網站 （页面存档备份，存于）
- Atlus（美國）官方網站（页面存档备份，存于）